# Armene robusta
Armene robusta es una especie de mantis de la familia Mantidae.

## Distribución geográfica
Se encuentra en Tayikistán y Afganistán.